# Knochenhauerstraße (Bremen)

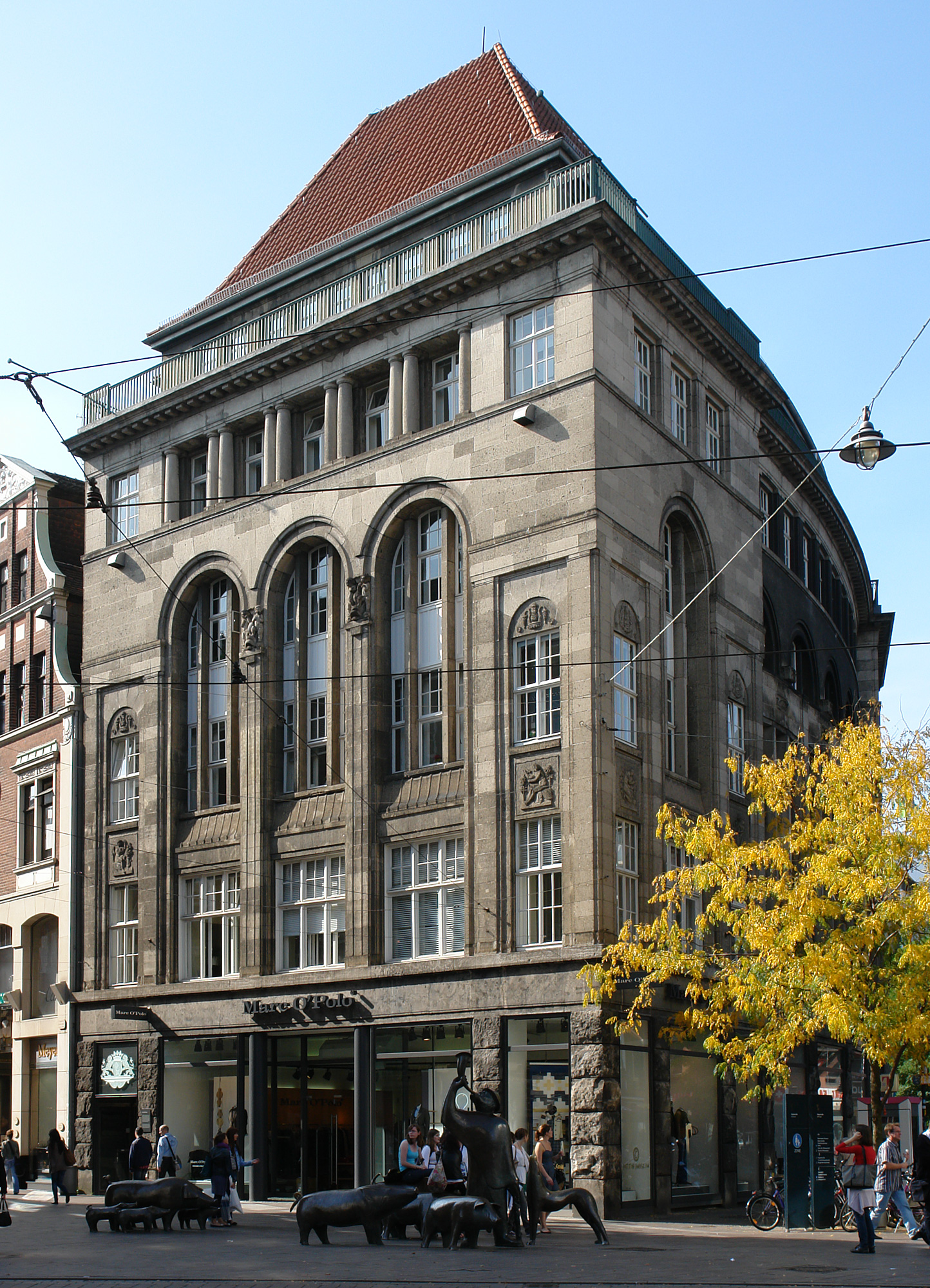
Seidenhaus Koopmann

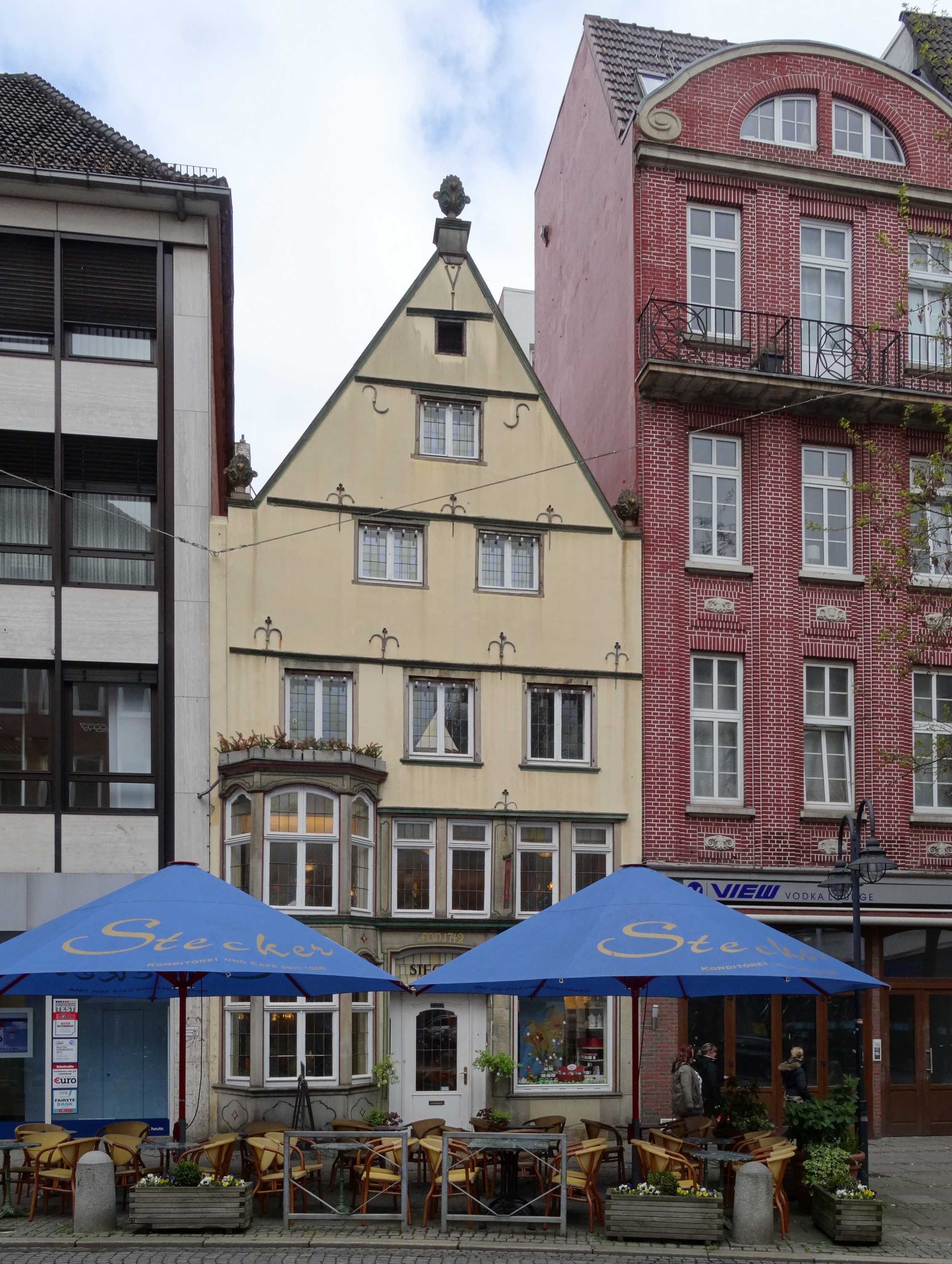
Café Stecker

Die Knochenhauerstraße ist als Teil einer weitläufigen Fußgänger- und Einkaufszone eine der Haupteinkaufsstraßen in Bremen. Die in der Altstadt gelegene Straße gehört zu den ältesten Straßen der Stadt.
Sie führt in Ost-West-Richtung von der Sögestraße bis zum Abzweig der Papenstraße. Von dort geht der Straßenverlauf über Wegesende und Spitzenkiel weiter bis zur Straße Am Wall.
Die Querstraßen wurden u. a. Richtung Süden als Carl-Ronning-Straße nach dem Bremer Kaffeeröster Carl Ronning (1863–1949), Kleine Hundestraße evtl. nach dem mittelalterlichen, erzbischöflichen Vogt Hunno und die Papenstraße (niederdeutsch) nach den Pfaffen, die hier wohnten, benannt. Richtung Norden wurden sie als Herdentorswallstraße nach dem Herdentor in der Bremer Stadtmauer und dem Wallabschnitt in den Bremer Wallanlagen benannt, diese Straße wird durch die Ansgaritorswallstraße fortgesetzt.

## Geschichte

### Name
Die Straße wurde 1374 Knokenhowerstrate genannt, sie ist aber älter. Knochenhauer ist eine veraltete Bezeichnung für Fleischer.

### Entwicklung
Die Straße lag in der Nähe der Bremer Stadtmauer, zwischen dem Herdentor („portam gregum“) im Osten und dem Ansgariitor („portam sancti Anscharii“) im Westen. Nur kleine und bescheidene Häuser säumten lange Zeit diese Straße, an der unter anderem die Schlachter ihr Handwerk ausübten. Erst 1920 wurde das letzte gotische Giebelhaus an der Nordseite am Anfang der Straße, in dem um 1900 die Korbwarenhandlung und Korbmacherei W. Wacker residierte, abgerissen. Das Giebelhaus Nr. 14 (Nordseite) des Fleischermeisters J. F. H. Steuber – heute das Café Stecker – stammt aus der Renaissance.
Als Wohnstraße hatte sie um 1737 rund 50 zumeist noch giebelständige, zwei- manchmal dreigeschossige Wohn- und Gewerbehäuser. Im 19. Jahrhundert wurden viele Häuser durch traufständige drei- bis viergeschossige Bauten mit Läden und Gewerbe ersetzt. Das Gebäude Nr. 42 (Südseite) beherbergte das Kontor des 1806 gegründeten Handelsunternehmens Melchers & Co. und das spanische Konsulat. Am Melchorshof standen mit den Nr. 42A, 43 und 44 ein Packhaus, das Kutscherhaus und ein Pferdestall. Von 1911 stammt das Geschäfts- und Kontorgebäude Seidenhaus Koopmann an der Ecke zur Sögestraße. Ab 1910 reichte der imposante Bau des  Norddeutschen Lloyd zwischen Papenstraße, Pelzerstraße, Großer und Kleiner Hundestraße bis an die Knochenhauerstraße.

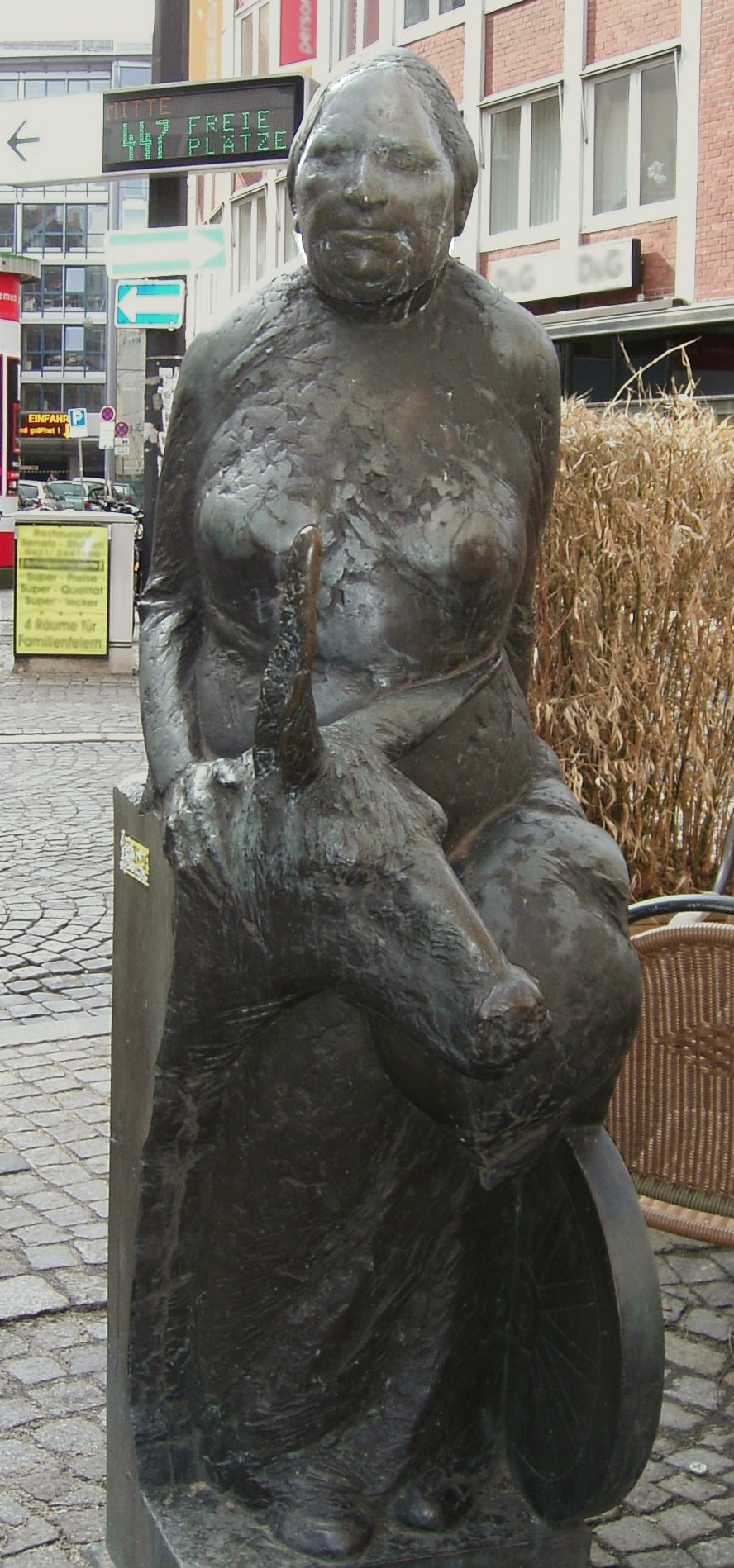
Mudder Cordes

Die meisten Gebäude sind durch die Bomben im Zweiten Weltkrieg weitgehend zerstört worden und auch verbliebene Gebäudereste wurden später abgetragen. Die Straße entwickelte sich nach dem Krieg erst noch recht langsam zu einer Straße mit durchschnittlich vier- bis fünfgeschossigen Gebäuden mit Läden und Büros. Erst nach dem Bau des Kaufhauses Horten (jetzt Galeria Kaufhof) von 1972 nach Plänen von Morschel, Henke und Hodde verstärkte sich die Entwicklung der Straße zu einer stark genutzten Einkaufsstraße im zum Teil gehobenen Bereich.
Im östlichen Bereich wurde 1987 zur Erinnerung an Mudder Cordes, eigentlich Metta Cordes, die mit einem Gemüsewagen durch die Neustadt zog, ein Denkmal aus Bronze errichtet. Gestiftet wurde es von ihrem Urenkel, der Entwurf und die Ausführung stammen von Christa Baumgärtel.

## Gebäude und Anlagen
- Knochenhauerstraße / Sögestraße 62/64/64 A: Das frühere Seidenhaus Koopmann wurde 1910/1911 nach einem Entwurf der Architekten Heinrich Wilhelm Behrens und Friedrich Neumark gebaut und steht unter Denkmalschutz.
- Knochenhauerstraße 14: Das Café Stecker ist seit 1948 in dem unter Denkmalschutz stehenden Renaissance-Wohnhaus untergebracht, das in der zweiten Hälfte des 16. Jahrhunderts errichtet und 1742 mit Rokoko-Stilelementen umgebaut wurde.
- Knochenhauerstraße / Papenstraße: Das Kaufhaus Horten entstand von 1970 bis 1972 auf dem Grundstück des 1969 abgebrochenen Lloyd-Gebäudes von 1910.